# Pokémon Mini
 (mai 2016).
Si vous disposez d'ouvrages ou d'articles de référence ou si vous connaissez des sites web de qualité traitant du thème abordé ici, merci de compléter l'article en donnant les références utiles à sa vérifiabilité et en les liant à la section « Notes et références ».
Le Pokémon mini (ポケモンミニ) est une console de jeux vidéo portable conçue et distribuée par Nintendo et axée sur la franchise Pokémon. Elle est la plus petite console de jeux à cartouches produite par Nintendo. Elle est dotée d'un écran en noir et blanc, d’une horloge, d’un vibreur, d’un détecteur de chocs et d'une connexion par rayons infrarouges permettant le jeu multijoueur.
Les jeux conçus pour cette console sont simples et courts, et ont tous pour thème l'univers Pokémon. Des jeux n'appartenant pas à cette franchise ont été annoncés par Nintendo, en particulier des adaptations de Game and Watch, mais ne sont jamais sortis.

## Historique
Le Pokémon Mini est présenté au Nintendo's Show en septembre 2001.
La console sort au Japon le 14 décembre 2001, et en Europe le 15 mars 2002. Aux États-Unis, elle est disponible à partir du 16 novembre 2001, mais exclusivement au Pokémon Center de New York, boutique dédiée exclusivement à la franchise, ou sur leur site internet.
À sa sortie en France, elle est disponible en trois coloris, avec pour chacune des versions un Pokémon représentatif imprimé sur l'emballage de la console : bleu (Axoloto), mauve (Lippouti) et vert (Germignon). Elle est alors vendue environ 45 euros, et chaque jeu entre 10 et 15 euros.

## Liste des jeux
Dix jeux ont été commercialisés pour cette console au Japon ; en Europe, cinq, et, aux États-Unis, quatre.
| Titre                                      | Disponible au Japon | Disponible en Europe | Disponible en Amérique |
| ------------------------------------------ | ------------------- | -------------------- | ---------------------- |
| Pokémon Party Mini (vendu avec la console) | Oui                 | Oui                  | Oui                    |
| Pokémon Puzzle Collection                  | Oui                 | Oui                  | Oui                    |
| Pokémon Zany Cards                         | Oui                 | Oui                  | Oui                    |
| Pokémon Pinball Mini                       | Oui                 | Oui                  | Oui                    |
| Pokémon Tetris Mini                        | Oui                 | Oui                  | Non                    |
| Pokémon Puzzle Collection 2                | Oui                 | Non                  | Non                    |
| Pichu Bros. Party Mini                     | Oui                 | Non                  | Non                    |
| Pokémon Race Mini                          | Oui                 | Non                  | Non                    |
| Togepi's Great Adventure                   | Oui                 | Non                  | Non                    |
| Pokémon Breeder Mini                       | Oui                 | Non                  | Non                    |

Sorti plus tard au Japon, en Amérique du Nord et en Europe sur GameCube, Pokémon Channel propose une émulation de la Pokémon Mini avec un nouveau jeu : Snorlax Lunch Time.

## Spécifications officielles
- Taille : 74 mm (h) x 58 mm (l) x 23 mm (p)[1]
- Poids : 70 g[1] (avec pile et cartouche)
- Alimentation : 1 pile alcaline LR03
- Autonomie : environ 60 heures de jeu
- Architecture: 8 bits